# Northeast Grand Prix 2011
Navigation
Édition précédente Édition suivante
Le Northeast Grand Prix 2011 (2011 American Le Mans Northeast Grand Prix ), disputé sur le 9 juillet 2011 sur le circuit de Lime Rock Park est la troisième manche de l'American Le Mans Series 2011 et la 22e édition de cette manifestation sportive.

## Qualifications
| Pos. | Classe | N° | Écurie                          | Pilote           | Temps        | Grille |
| ---- | ------ | -- | ------------------------------- | ---------------- | ------------ | ------ |
| 1    | LMP1   | 16 | Dyson Racing Team               | Chris Dyson      | 0:45.708     | 1      |
| 2    | LMP1   | 20 | Oryx Dyson Racing               | Steven Kane      | 0:45.881     | 2      |
| 3    | LMP1   | 6  | Muscle Milk Aston Martin Racing | Klaus Graf       | 0:46.040     | 3      |
| 4    | LMPC   | 63 | Genoa Racing                    | Elton Julian     | 0:48.105     | 4      |
| 5    | LMPC   | 06 | CORE Autosport                  | Gunnar Jeannette | 0:48.498     | 5      |
| 6    | LMPC   | 89 | Intersport Racing (en)          | Kyle Marcelli    | 0:48.534     | 6      |
| 7    | LMPC   | 05 | CORE Autosport                  | Jon Bennett      | 0:49.413     | 7      |
| 8    | LMPC   | 37 | Intersport Racing (en)          | Jon Field        | 0:49.466     | 8      |
| 9    | LMPC   | 18 | Performance Tech Motorsports    | Anthony Nicolosi | 0:49.833     | 9      |
| 10   | GT     | 56 | BMW Team RLL                    | Joey Hand        | 0:50.925     | 10     |
| 11   | GT     | 55 | BMW Team RLL                    | Dirk Werner      | 0:51.179     | 11     |
| 12   | GT     | 45 | Flying Lizard Motorsports       | Patrick Long     | 0:51.872     | 12     |
| 13   | GT     | 4  | Corvette Racing                 | Oliver Gavin     | 0:51.897     | 13     |
| 14   | GT     | 3  | Corvette Racing                 | Tommy Milner     | 0:51.954     | 14     |
| 15   | GT     | 44 | Flying Lizard Motorsports       | Marco Holzer     | 0:52.005     | 15     |
| 16   | GT     | 04 | Robertson Racing                | Anthony Lazzaro  | 0:52.109     | 16     |
| 17   | GT     | 02 | Extreme Speed Motorsports       | Guy Cosmo        | 0:52.350     | 17     |
| 18   | GT     | 17 | Team Falken Tire (en)           | Bryan Sellers    | 0:52.388     | 18     |
| 19   | GT     | 01 | Extreme Speed Motorsports       | Scott Sharp      | 0:52.956     | 19     |
| 20   | GT     | 99 | Jaguar RSR                      | Bruno Junqueira  | 0:52.958     | 20     |
| 21   | GT     | 48 | Paul Miller Racing              | Bryce Miller     | 0:53.211     | 21     |
| 22   | GTC    | 34 | Green Hornet                    | Jaap van Lagen   | 0:54.982     | 22     |
| 23   | GTC    | 54 | Black Swan Racing               | Damien Faulkner  | 0:55.133     | 23     |
| 24   | GTC    | 11 | JDX Racing                      | Nick Ham         | 0:55.225     | 24     |
| 25   | GTC    | 68 | TRG                             | Dion von Moltke  | 0:55.334     | 25     |
| 26   | GTC    | 66 | TRG                             | Spencer Pumpelly | 0:55.587     | 26     |
| 27   | GTC    | 23 | Alex Job Racing                 | Butch Leitzinger | 0:55.587     | 27     |
| 28   | GT     | 40 | Robertson Racing                | Andrea Robertson | 0:55.676     | 28     |
| 29   | GTC    | 32 | GMG Racing                      | James Sofronas   | 0:55.874     | 29     |
| 30   | GT     | 98 | Jaguar RSR                      | P. J. Jones (en) | 0:56.960     | 30     |
| 31   | GT     | 62 | Risi Competizione               | Pas de temps     | Pas de temps | 31     |

## Course
Voici le classement provisoire au terme de la course.

- Les vainqueurs de chaque catégorie sont signalés par un fond jauni.
- Pour la colonne Pneus, il faut passer le curseur au-dessus du modèle pour connaître le manufacturier de pneumatiques.

| Pos    | Classe | no | Écurie                          | Pilotes                               | Châssis                                 | Pneus | Tours |
| Pos    | Classe | no | Écurie                          | Pilotes                               | Moteur                                  | Pneus | Tours |
| ------ | ------ | -- | ------------------------------- | ------------------------------------- | --------------------------------------- | ----- | ----- |
| 1      | LMP1   | 16 | Dyson Racing Team               | Chris Dyson Guy Smith                 | Lola B09/86                             | D     | 187   |
| 1      | LMP1   | 16 | Dyson Racing Team               | Chris Dyson Guy Smith                 | Mazda MZR-R 2.0 L I4 Turbo (Isobutanol) | D     | 187   |
| 2      | LMP1   | 6  | Muscle Milk Aston Martin Racing | Klaus Graf Lucas Luhr                 | Lola-Aston Martin B08/62                | M     | 187   |
| 2      | LMP1   | 6  | Muscle Milk Aston Martin Racing | Klaus Graf Lucas Luhr                 | Aston Martin 6.0 L V12                  | M     | 187   |
| 3      | LMP1   | 20 | Oryx Dyson Racing               | Humaid Al Masaood Steven Kane         | Lola B09/86                             | D     | 182   |
| 3      | LMP1   | 20 | Oryx Dyson Racing               | Humaid Al Masaood Steven Kane         | Mazda MZR-R 2.0 L I4 Turbo (Isobutanol) | D     | 182   |
| 4      | LMPC   | 63 | Genoa Racing                    | Eric Lux Elton Julian                 | Oreca FLM09                             | M     | 181   |
| 4      | LMPC   | 63 | Genoa Racing                    | Eric Lux Elton Julian                 | Chevrolet LS3 6.2 L V8                  | M     | 181   |
| 5      | LMPC   | 06 | CORE Autosport                  | Gunnar Jeannette Ricardo González     | Oreca FLM09                             | M     | 181   |
| 5      | LMPC   | 06 | CORE Autosport                  | Gunnar Jeannette Ricardo González     | Chevrolet LS3 6.2 L V8                  | M     | 181   |
| 6      | LMPC   | 89 | Intersport Racing (en)          | Kyle Marcelli Tomy Drissi             | Oreca FLM09                             | M     | 180   |
| 6      | LMPC   | 89 | Intersport Racing (en)          | Kyle Marcelli Tomy Drissi             | Chevrolet LS3 6.2 L V8                  | M     | 180   |
| 7      | GT     | 56 | BMW Team RLL                    | Dirk Müller Joey Hand                 | BMW M3 GT2                              | D     | 176   |
| 7      | GT     | 56 | BMW Team RLL                    | Dirk Müller Joey Hand                 | BMW 4.0 L V8                            | D     | 176   |
| 8      | GT     | 45 | Flying Lizard Motorsports       | Jörg Bergmeister Patrick Long         | Porsche 911 GT3 RSR                     | M     | 176   |
| 8      | GT     | 45 | Flying Lizard Motorsports       | Jörg Bergmeister Patrick Long         | Porsche 4.0 L Flat-6                    | M     | 176   |
| 9      | LMPC   | 18 | Performance Tech Motorsports    | Anthony Nicolosi Jarrett Boon         | Oreca FLM09                             | M     | 175   |
| 9      | LMPC   | 18 | Performance Tech Motorsports    | Anthony Nicolosi Jarrett Boon         | Chevrolet LS3 6.2 L V8                  | M     | 175   |
| 10     | LMPC   | 05 | CORE Autosport                  | Jon Bennett Frankie Montecalvo        | Oreca FLM09                             | M     | 175   |
| 10     | LMPC   | 05 | CORE Autosport                  | Jon Bennett Frankie Montecalvo        | Chevrolet LS3 6.2 L V8                  | M     | 175   |
| 11     | GT     | 04 | Robertson Racing                | David Murry Anthony Lazzaro           | Ford GT-R Mk.VII                        | M     | 174   |
| 11     | GT     | 04 | Robertson Racing                | David Murry Anthony Lazzaro           | Ford (Élan) 5.0 L V8                    | M     | 174   |
| 12     | GT     | 01 | Extreme Speed Motorsports       | Scott Sharp Johannes van Overbeek     | Ferrari 458 Italia GT2                  | M     | 174   |
| 12     | GT     | 01 | Extreme Speed Motorsports       | Scott Sharp Johannes van Overbeek     | Ferrari 4.5 L V8                        | M     | 174   |
| 13     | GT     | 17 | Team Falken Tire (en)           | Wolf Henzler Bryan Sellers            | Porsche 911 GT3 RSR                     | F     | 174   |
| 13     | GT     | 17 | Team Falken Tire (en)           | Wolf Henzler Bryan Sellers            | Porsche 4.0 L Flat-6                    | F     | 174   |
| 14     | GT     | 48 | Modèle:Paul Miller Racing       | Bryce Miller Sascha Maassen           | Porsche 911 GT3 RSR                     | Y     | 172   |
| 14     | GT     | 48 | Modèle:Paul Miller Racing       | Bryce Miller Sascha Maassen           | Porsche 4.0 L Flat-6                    | Y     | 172   |
| 15     | GT     | 44 | Flying Lizard Motorsports       | Seth Neiman Marco Holzer              | Porsche 911 GT3 RSR                     | M     | 165   |
| 15     | GT     | 44 | Flying Lizard Motorsports       | Seth Neiman Marco Holzer              | Porsche 4.0 L Flat-6                    | M     | 165   |
| 16     | GTC    | 68 | TRG                             | Dion von Moltke Mike Pierce           | Porsche 911 GT3 Cup                     | Y     | 164   |
| 16     | GTC    | 68 | TRG                             | Dion von Moltke Mike Pierce           | Porsche 4.0 L Flat-6                    | Y     | 164   |
| 17     | GTC    | 66 | TRG                             | Duncan Ende (en) Spencer Pumpelly     | Porsche 911 GT3 Cup                     | Y     | 164   |
| 17     | GTC    | 66 | TRG                             | Duncan Ende (en) Spencer Pumpelly     | Porsche 4.0 L Flat-6                    | Y     | 164   |
| 18     | GTC    | 23 | Alex Job Racing                 | Bill Sweedler Butch Leitzinger        | Porsche 911 GT3 Cup                     | Y     | 164   |
| 18     | GTC    | 23 | Alex Job Racing                 | Bill Sweedler Butch Leitzinger        | Porsche 4.0 L Flat-6                    | Y     | 164   |
| 19     | GTC    | 54 | Black Swan Racing               | Tim Pappas Damien Faulkner            | Porsche 911 GT3 Cup                     | Y     | 164   |
| 19     | GTC    | 54 | Black Swan Racing               | Tim Pappas Damien Faulkner            | Porsche 4.0 L Flat-6                    | Y     | 164   |
| 20     | GT     | 55 | BMW Team RLL                    | Bill Auberlen Dirk Werner             | BMW M3 GT2                              | D     | 163   |
| 20     | GT     | 55 | BMW Team RLL                    | Bill Auberlen Dirk Werner             | BMW 4.0 L V8                            | D     | 163   |
| 21     | GT     | 3  | Corvette Racing                 | Olivier Beretta Tommy Milner          | Chevrolet Corvette C6.R                 | M     | 161   |
| 21     | GT     | 3  | Corvette Racing                 | Olivier Beretta Tommy Milner          | Chevrolet 5.5 L V8                      | M     | 161   |
| 22     | GTC    | 32 | GMG Racing                      | James Sofronas Alex Welch             | Porsche 911 GT3 Cup                     | Y     | 160   |
| 22     | GTC    | 32 | GMG Racing                      | James Sofronas Alex Welch             | Porsche 4.0 L Flat-6                    | Y     | 160   |
| 23     | GT     | 4  | Corvette Racing                 | Oliver Gavin Jan Magnussen            | Chevrolet Corvette C6.R                 | M     | 156   |
| 23     | GT     | 4  | Corvette Racing                 | Oliver Gavin Jan Magnussen            | Chevrolet 5.5 L V8                      | M     | 156   |
| 24     | GT     | 02 | Extreme Speed Motorsports       | Ed Brown Guy Cosmo                    | Ferrari 458 Italia GT2                  | M     | 153   |
| 24     | GT     | 02 | Extreme Speed Motorsports       | Ed Brown Guy Cosmo                    | Ferrari 4.5 L V8                        | M     | 153   |
| 25 DNF | GTC    | 11 | JDX Racing                      | Nick Ham Chris Thompson               | Porsche 911 GT3 Cup                     | Y     | 149   |
| 25 DNF | GTC    | 11 | JDX Racing                      | Nick Ham Chris Thompson               | Porsche 4.0 L Flat-6                    | Y     | 149   |
| 26 DNF | GT     | 99 | Jaguar RSR                      | Bruno Junqueira Cristiano da Matta    | Jaguar XKR GT                           | D     | 149   |
| 26 DNF | GT     | 99 | Jaguar RSR                      | Bruno Junqueira Cristiano da Matta    | Jaguar 5.0 L V8                         | D     | 149   |
| 27 DNF | LMPC   | 37 | Intersport Racing (en)          | Jon Field James Kovacic               | Oreca FLM09                             | M     | 126   |
| 27 DNF | LMPC   | 37 | Intersport Racing (en)          | Jon Field James Kovacic               | Chevrolet LS3 6.2 L V8                  | M     | 126   |
| 28 DNF | GT     | 40 | Robertson Racing                | David Robertson Andrea Robertson      | Ford GT-R Mk.VII                        | M     | 116   |
| 28 DNF | GT     | 40 | Robertson Racing                | David Robertson Andrea Robertson      | Ford (Élan) 5.0 L V8                    | M     | 116   |
| 29 DNF | GT     | 62 | Risi Competizione               | Jaime Melo Toni Vilander              | Ferrari 458 Italia GT2                  | M     | 79    |
| 29 DNF | GT     | 62 | Risi Competizione               | Jaime Melo Toni Vilander              | Ferrari 4.5 L V8                        | M     | 79    |
| 30 NC  | GTC    | 34 | Green Hornet                    | Peter LeSaffre Jaap van Lagen         | Porsche 911 GT3 Cup                     | Y     | 74    |
| 30 NC  | GTC    | 34 | Green Hornet                    | Peter LeSaffre Jaap van Lagen         | Porsche 4.0 L Flat-6                    | Y     | 74    |
| 31 DNF | GT     | 98 | Jaguar RSR                      | P. J. Jones (en) Rocky Moran Jr. (en) | Jaguar XKR GT                           | D     | 49    |
| 31 DNF | GT     | 98 | Jaguar RSR                      | P. J. Jones (en) Rocky Moran Jr. (en) | Jaguar 5.0 L V8                         | D     | 49    |